# Wunder (Band)
Wunder war eine in den 1990er- und 2000er-Jahren aktive deutschsprachige Popband aus Hamburg.

## Geschichte
Die Band wurde 1995 gegründet und bestand aus Katrin Schröder, Arne Ghosh, Peter Keller und Achim Köllner. Nach mehreren Demos veröffentlichte Wunder 1999 die selbstproduzierte EP Ach ja.
2004 wurde sie von Warner Music unter Vertrag genommen und veröffentlichte ihr Debütalbum Was hält uns wach. Danach tourte Wunder mit der finnischen Band The Crash und spielte Shows mit Laith Al-Deen und Element of Crime. Von Mitte Februar bis Mitte März 2005 folgte eine Tournee durch Deutschland, Österreich und Luxemburg mit Juli sowie im Sommer mehrere Open-Air-Konzerte und eine Headliner-Tour im Herbst. Die am 14. März 2005 veröffentlichte Single Was hält uns wach hielt sich für neun Wochen in den deutschen Top 100. 2006 wurde das zweite Album Strom veröffentlicht. Weitere Lebenszeichen der Band erfolgten nicht.
Katrin Schröder ist als Songwriterin und Arrangeurin tätig, unter anderem für Peter Maffay, Thomas Anders, Matthias Reim, Wincent Weiss, Culcha Candela, a-ha und Roger Cicero. Arne Ghosh und Achim Köllner betreiben seit 2001 das Tonstudio „Zwischengeschoss“ in Hamburg-Altona. Ghosh ist zudem Mitbetreiber der Künstleragentur 380grad, die (Stand 2024) unter anderem Juli, Boy und Stefanie Heinzmann betreut.

## Diskografie

### Studioalben
- 2004: Was hält uns wach (WEA Records)
- 2006: Strom (Warner Music Group)

### Singles
- 2004: Was wäre wenn
- 2005: Was hält uns wach
- 2006: Schatten und Licht